# A Stadler FLIRT magyarországi története

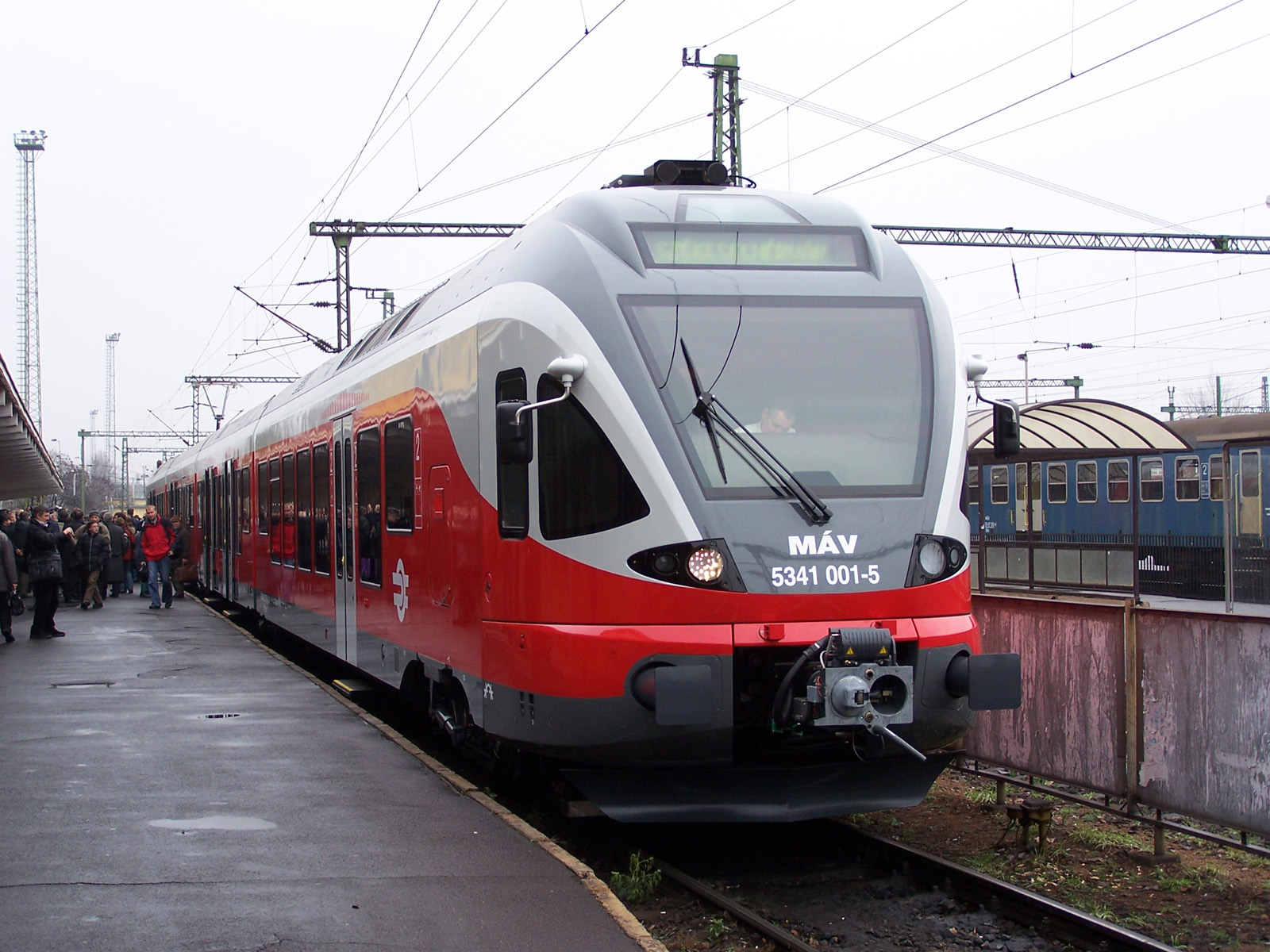
Stadler FLIRT – A nyertes motorvonat

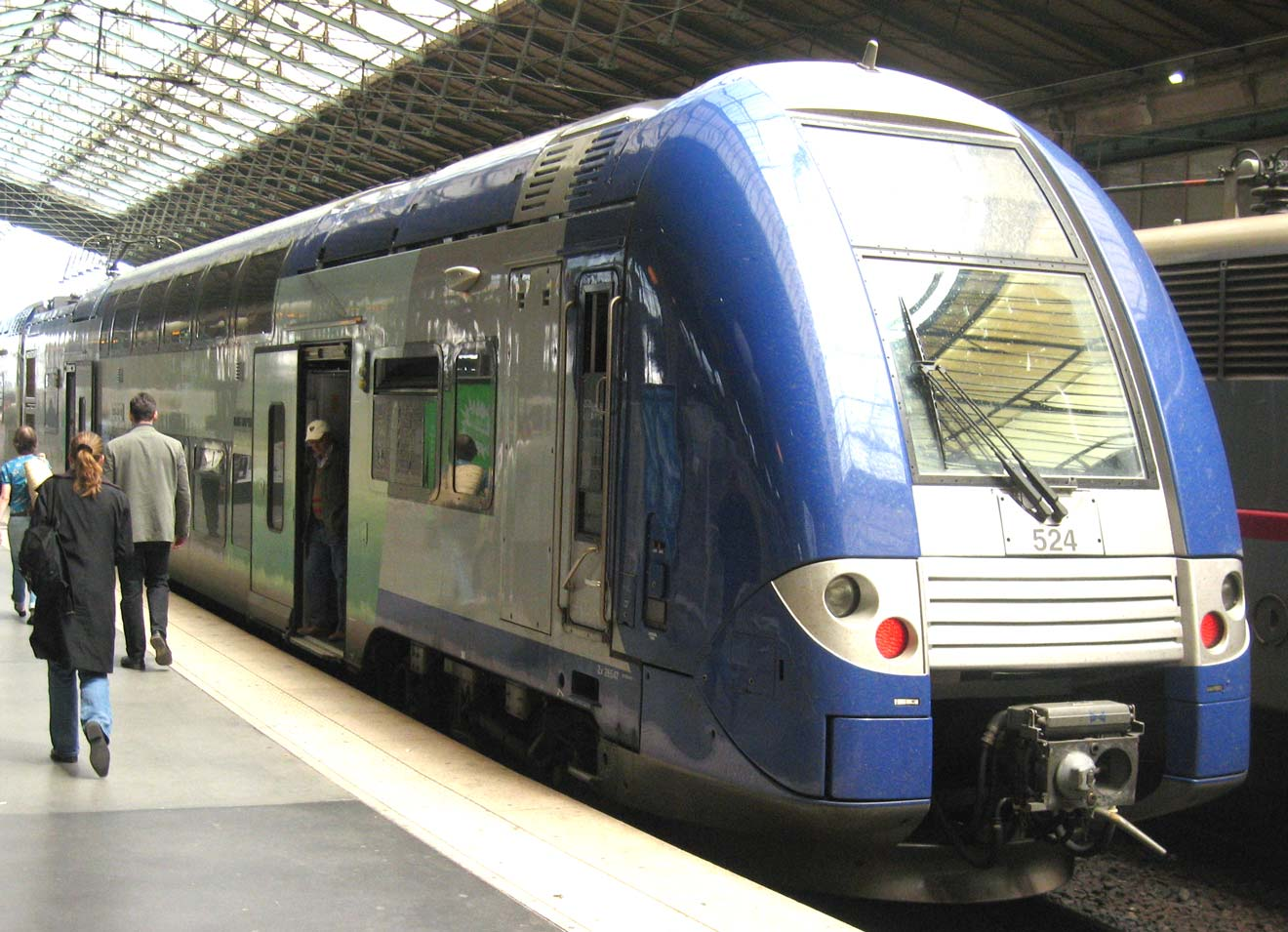
Alstom Coradia Duplex – az emeletes versenyző

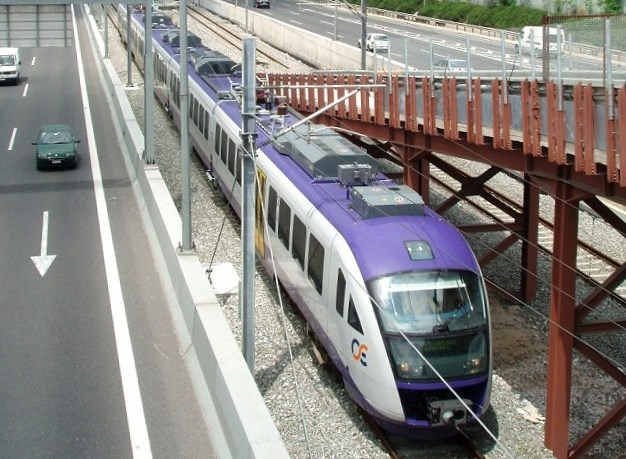
A Siemens Desiro classic villamos változata, a tenderből kizárva

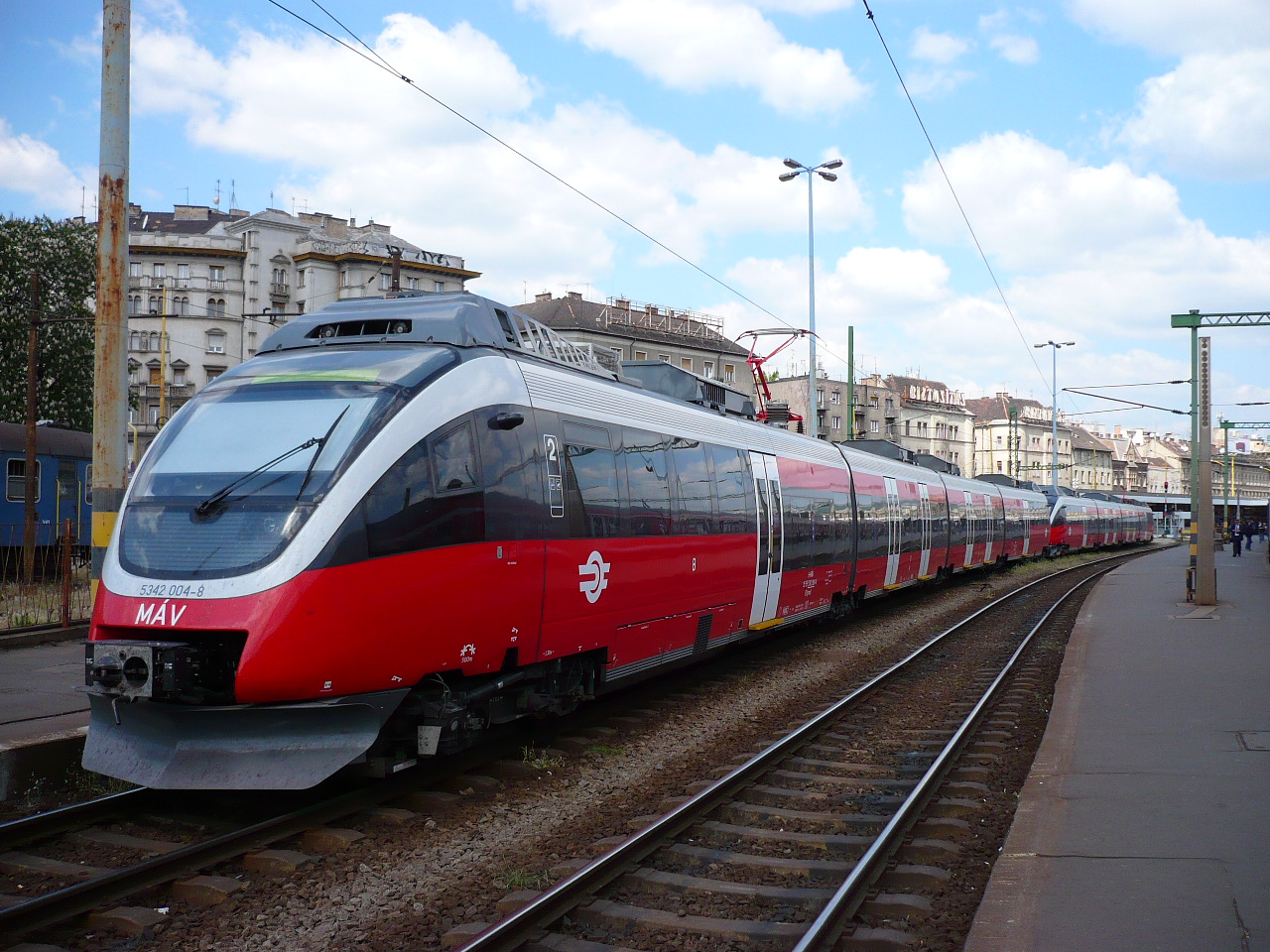
Bombardier Talent – a második helyezett

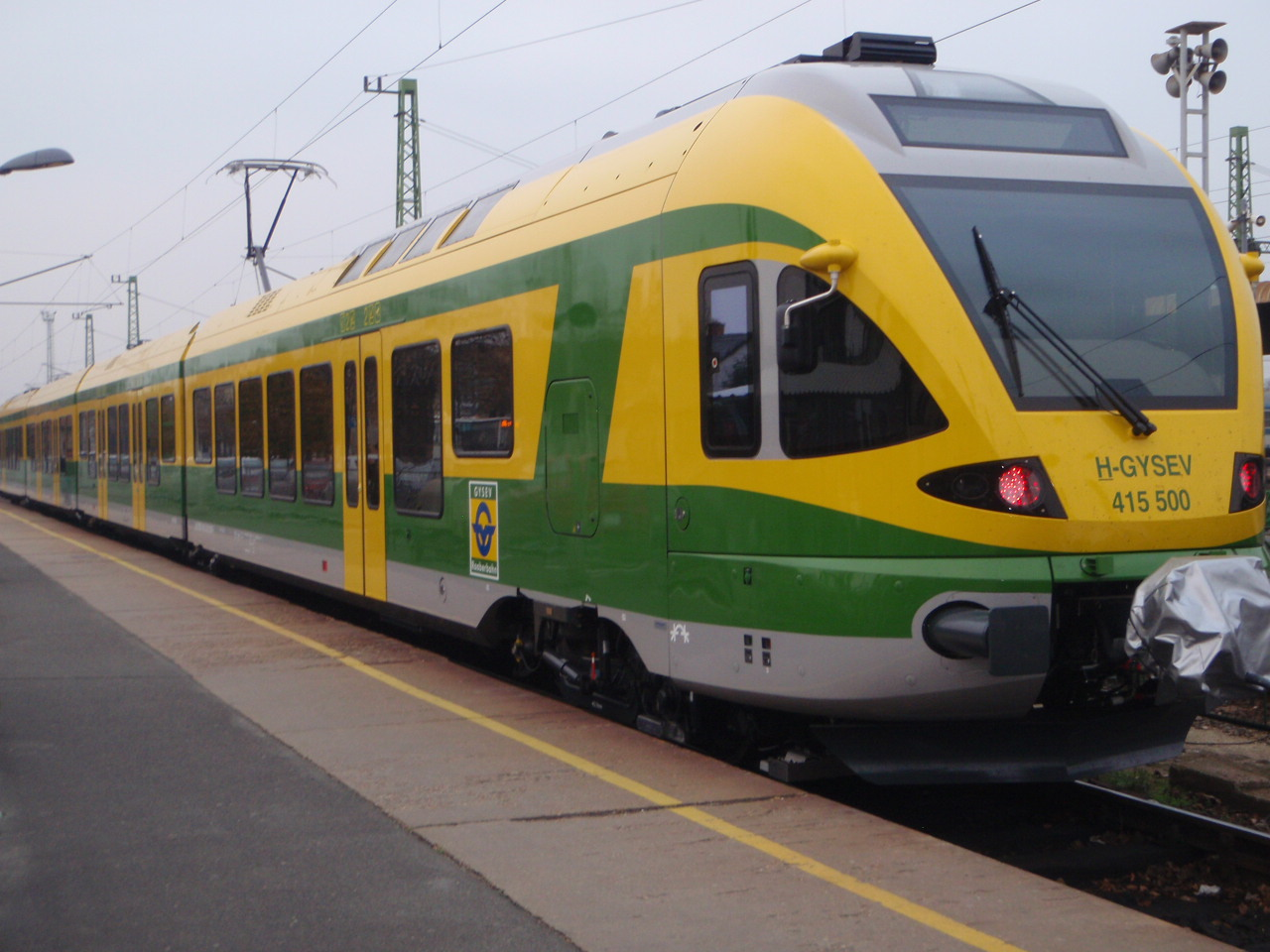
A GYSEV 415 500 pályaszámú FLIRT-je a Szombathelyi pályaudvaron

A svájci székhelyű Stadler Rail által gyártott FLIRT egy Magyarországon is közlekedő motorvonat-típuscsalád. Az országban csak villamos hajtású változata található meg, dízelmotoros, akkumulátoros és üzemanyagcellás változat magyar megrendelőnek nem készült.
Az első példányok beszerzése 2004. április 30-án kezdődött, a később megnyert közbeszerzési eljárás hirdetményének közzétételével. Az első jármű 2007. március végén kapott hatósági vizsgát. 2016-ra 123 darab állt forgalomba a MÁV szolgálatában, ezzel a világ legnagyobb FLIRT-flottája a MÁV tulajdonában található. Mellettük a GYSEV járműparkjában is fut húsz ilyen típusú motorvonat, és a társaságnak megrendelése van további 11 darabra.
A vonatok karbantartási feladatainak ellátására a Stadler 2007-ben karbantartó telephelyet nyitott az országban, a típus iránti globális kereslet kielégítésére pedig 2009-ben gyártóüzemmel is megjelent: a FLIRT kocsitestek jelentős hányada azóta Magyarországon készül.

## Vonatok

### Az első 30 szerelvény a MÁV-nál
A MÁV Rt. 2004. április 30-án közbeszerzési felhívást tett közzé 30 darab elővárosi villamos motorvonat szállítására, ugyanezen motorvonatok karbantartására, valamint további 30 darab azonos típusú és kivitelű motorvonat opciós szállítására. Egyidejűleg az első 30 motorvonat finanszírozására is pályázatot tett közzé.
Az előminősítésre a Siemens AG, az Alstom, a CAF, a Mitsui, a Bombardier és a Stadler Rail cégek jelentkeztek. 2004 júliusában mind a hat jelentkező megfelelt az előminősítési feltételeknek.
2004. szeptember 15. volt az ajánlattételi határidő. Ajánlatot az Alstom, a Bombardier, a Siemens és a Stadler Rail cégek adtak be. A megajánlott típusok rendre a Coradia Duplex, a későbbi Talent 1, Desiro Classic és FLIRT 1 voltak. A MÁV Műszaki-Gazdasági Értékelő bizottsága valamennyi ajánlattevővel lefolytatta a műszaki tárgyalásokat, és megpróbálta az ajánlatokat egységesebbé tenni. Az ajánlattevők kisebb-nagyobb mértékben módosítottak ajánlatukon, a MÁV minimális mértékben pontosított a kiíráson. A Siemens ajánlatát a MÁV érvénytelennek nyilvánította, elsősorban azért, mert a versenyre nevezett típusú jármű már nem felelt meg a pályázatban előírt szabványoknak.
Ezután a fennmaradt három pályázóval megkezdődtek a szerződéses tárgyalások. 2005. március 11-én „árlejtéses
licitálás”-ra került sor (a járművek beszerzési árára és a karbantartási költségekre). Előtte kiesett a versenyből az Alstom is, elsősorban a tengelyterhelésre vonatkozó kiírási feltétel nem teljesítése miatt.
Az első eredményhirdetés 2005. március 17-én történt: első a Stadler Rail, második a Bombardier.
A második helyezett Bombardier a Közbeszerzések Tanácsa Közbeszerzési Döntőbizottságánál (KBD) jogorvoslati eljárást kezdeményezett a MÁV Rt. döntése ellen. A jogorvoslati kérelem fontosabb elemei: kirívóan alacsony karbantartási költségajánlat a Stadler Rail részéről, az értékelési kritérium-rendszer módosítása a MÁV részéről, a vonattovábbítási energiafogyasztás (a pályázók által megadott!) adatainak helytelen elbírálása, a Stadler Rail előminősítésének a mérlegadatok miatti megkérdőjelezése, stb. A KDB az eljárás lefolytatásáig megtiltotta a szerződéskötést. A KDB május 2-án tette közzé határozatát, mely szerint az eljárás végső szakaszának, azaz az árajánlatok bekérésének megismétlésére hívta fel a MÁV Rt.-t, ami gyakorlatilag azonnal (május 6-án) megtörtént. Rendkívül lényeges azonban, hogy a KDB az eljárás korábbi szakaszait nem módosította, így annak folytatása volt a logikus, a már elért eredmények megőrzése és az időveszteség elkerülése miatt.
2005. május 23-án a két pályázó ismételt ajánlatot tett (természetesen csak az árakra, hiszen a műszaki tartalom már januárban kötöttséggé vált). A MÁV Rt. az ajánlatok ismeretében a Bombardier (irreálisan alacsony rész-árelemeket tartalmazó) ajánlatát érvénytelennek minősítette és 2005. június 1-jén másodszor is a Stadler Rail-t hirdette ki győztesnek. A Bombardier ekkor ismét a KDB-hez fordult jogorvoslatért. A KDB szeptember 13-án meghozta döntését, amelyben teljes mértékben elutasította a Bombardier kérelmét, elismerve ezzel a MÁV döntésének jogszerűségét.
A finanszírozási tender előminősítése – a hosszadalmas jogi eljárás következtében – időközben érvénytelenné vált, ezért a MÁV Igazgatósága az eljárás újrakezdéséről döntött. A kiírás megtörtént, az előminősítésre több bank jelentkezett a december 12-ei határidőre. Az eljárás 2006 márciusában fejeződött be. A pályázatra nyolcan jelentkeztek, de végül csak négyen adtak be ajánlatot. A legalacsonyabb árat a Calyon S.A., a CIB Bank és a Magyar Fejlesztési Bank Rt. alkotta konzorcium ajánlotta. A 144,6 millió eurós hitel 14 éves futamidejű, melyet 2,5 év türelmi idő után negyedévente, 46 egyenlő részletben euróban kell visszafizetni.
2006. február 7-én újabb fordulat történt a motorvonat-ügyben. A vesztes Bombardier felajánlott a MÁV részére tíz Talent motorvonatot, melyek az Osztrák Államvasút részére készültek. A Stadler csak egy év múlva, a Bombardier viszont azonnal tudta szállítani a motorvonatokat, és hozzá a már korábban az ÖBB-nek kialkudott új banki finanszírozási konstrukciót is felajánlotta a MÁV-nak. A hír hallatán a Stadler újra a Közbeszerzési Döntőbizottsághoz fordult.
Februárban új, gyorsított tender indult. A hirdetmény nélküli tárgyalásos közbeszerzési eljárásra a vasúttársaság összesen három céget hívott meg, de a megadott határidőig csak a Bombardier nyújtott be ajánlatot. A másik két meghívott nem indult a tenderen.
Márciusban aláírta a MÁV a szerződést a Bombardier-vel, melynek keretében nagyobb műszaki tartalmú, kétáramnemű, de mégis olcsóbb motorvonatokat vásárolt 44 millió euró értékben.
2006 márciusában lépett hatályba a Stadlerrel korábban megkötött szállítási és karbantartási szerződés, ettől az időponttól számítanak a szerződés szerinti szállítási határidők. A részhatáridők folyamatosan teljesültek, az előzetes típusengedélyt (mely a gyártás megkezdésének előfeltétele) a magyar hatóságok megadták, a Stadler Rail a motorvonatok gyártását azonnal megkezdte. Az első motorvonat a program szerint december elején érkezett a MÁV hálózatára. Az első jármű bemutatására 2006. december 18-án került sor a Budapest–Székesfehérvár vasútvonalon, majd az üzemi próbák és a szükséges vizsgálatok után az első két jármű hatósági vizsgája 2007. március végén eredményesen megtörtént, egyben a két jármű szinkron üzemét is kipróbálva. A 30. jármű 2008. április 7-én tett eredményes hatósági vizsgát.

### A 30 darabos opció
A MÁV időközben megrendelte a második 30 motorvonatot is, azaz lehívta az opciót. A 31. motorvonat – a szerződés szerinti programnál korábban – 2009. január 14-én állt üzembe. 2009. április végéig a 40. motorvonat is forgalomba állt. A teljes sorozat – havi 2 darabos ütemben – 2010. februárig érkezett meg.
A második 30 motorvonat karbantartására és tisztítására kiírt közbeszerzési eljárást is a Stadler Rail nyerte meg. A szerződés aláírására 2009 áprilisában került sor, tehát mind a 60 motorvonat karbantartása Pusztaszabolcson történik, a Stadler Rail telephelyén.
A járművek a szerződés szerinti műszaki, üzemeltetési és utas-kényelmi feltételeket teljesítik. A karbantartásra-tisztításra vonatkozó szerződés feltételei is folyamatosan teljesülnek.
A teljes 2008. évre vonatkozó MÁV vontatási, forgalmi statisztikai adatok igazolták a Stadler Rail motorvonatok versenyfeltételként megfogalmazott energiafelhasználási adatait. A tényadatok az időközben üzembe állított Bombardier Talent motorvonatokhoz viszonyított, a verseny során mindkét cég által szimulációs számításokkal bemutatott jelentős különbséget is alátámasztották.
Az új elővárosi motorvonatok hazai sikere is közrejátszott a Stadler Rail döntésében, amelynek alapján 2009. április 23-án Szolnokon megnyitották az új vasúti járműgyárat.

### Az első négy FLIRT a GYSEV-nél
A GYSEV közbeszerzési eljárást írt ki, hogy a Szombathely–Szentgotthárd-vasútvonalat korszerűbb motorvonatokkal szolgálhassa ki. A pályázatra csak a Stadler adott be érvényes ajánlatot, így a svájci cég szállított 4 motorvonatot a dunántúli társaság részére. A vonatok műszakilag megegyeznek a MÁV számára korábban leszállított 60 járművel, azokkal szinkronüzemre alkalmasak, de kívül-belül a GYSEV vállalati arculata szerinti zöld és sárga színeket viselik, és INDUSI vonatbefolyásolót is kaptak.
Az első 415-500 pályaszámú motorvonat 2013 októberében készült el a lengyelországi üzemben. Az átvételi próbát a Győr–Hegyeshalom vasútvonalon teljesítette. 2013. decemberében szállított először utasokat.

### MÁV-GYSEV közös beszerzés 42+6 darabra
2013 márciusában aláírt szerződés alapján közös megrendeléssel a MÁV 42, a GYSEV 6 újabb motorvonatot vásárolt, amelyek 2014 őszétől 2015 szeptemberéig álltak forgalomba. A beruházás értéke a 48 járműre 266,784 millió euró volt. Az új járműveket 100%-ban az EU állta a 2007-2013-as uniós költségvetési ciklusban vasúti fejlesztésre rendelkezésre álló 600 milliárd forintos keretből.

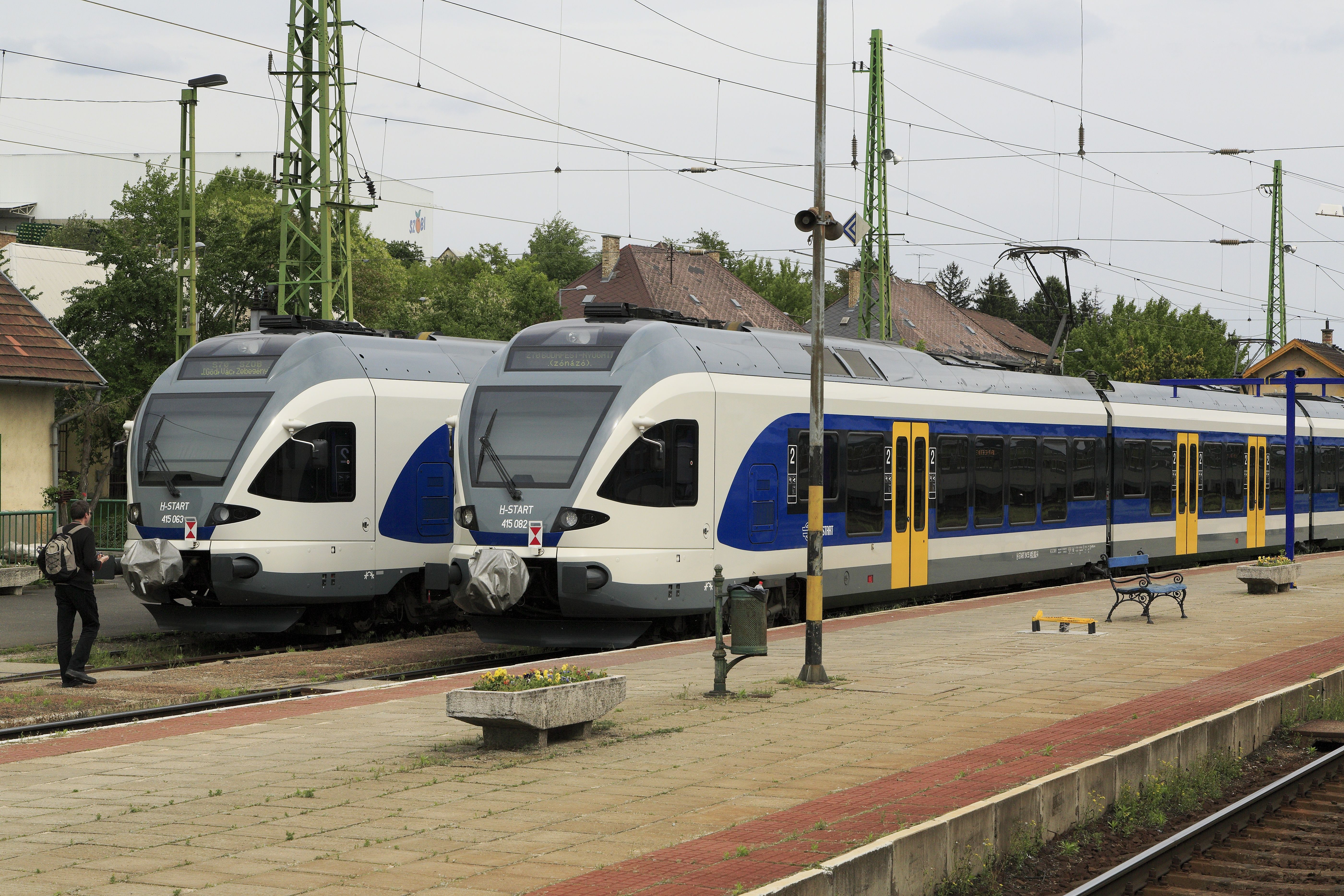
A 2014-től érkező új FLIRT motorvonatok Szobon

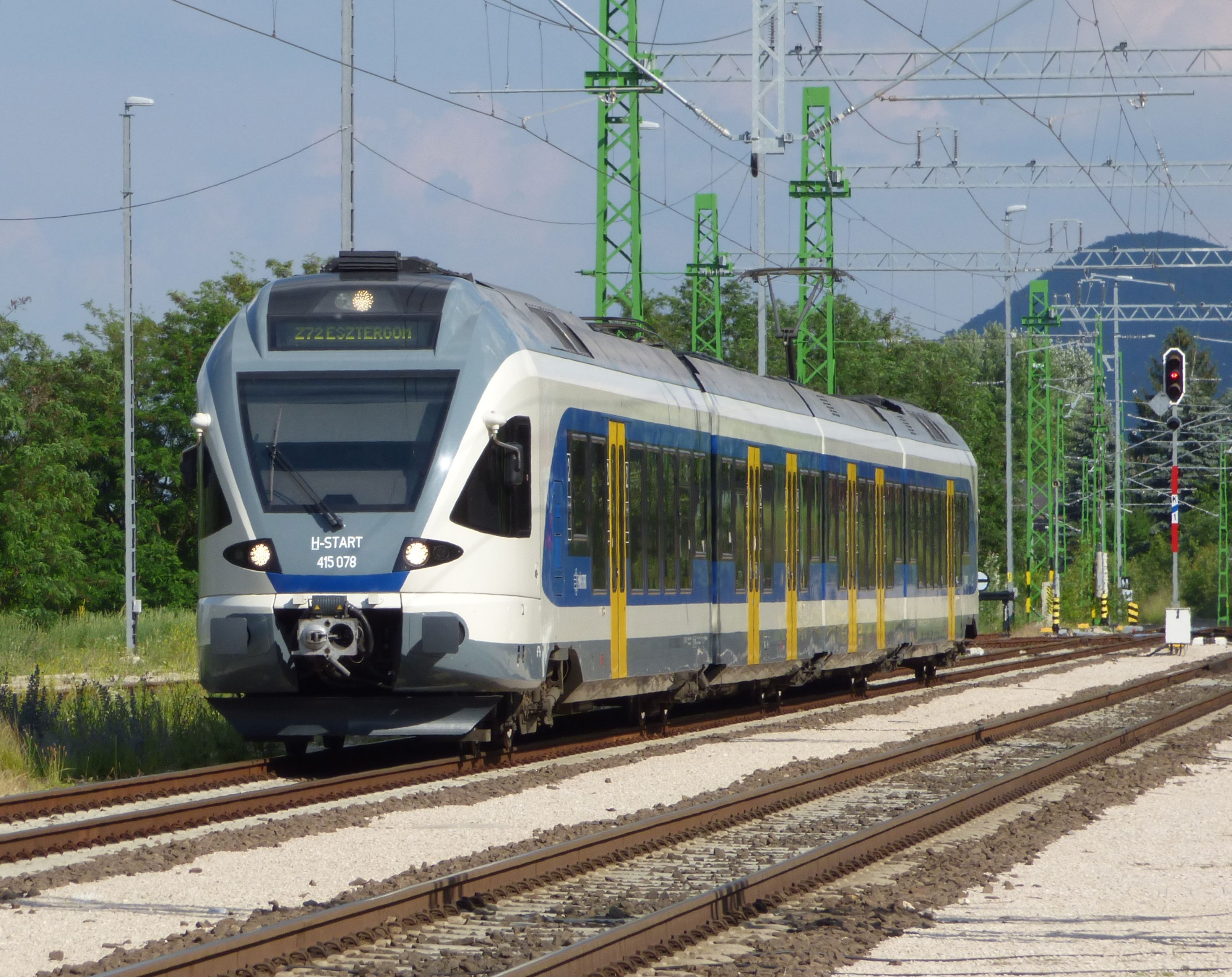
Pilisvörösváron

A szóban forgó rendelés már gyárilag tartalmazta az ETCS vonatbefolyásoló rendszer járműfedélzeti elemeit. A GYSEV vonatai ezt leszámítva megegyeznek a korábban szállított darabokkal. A MÁV részére szállított vonatok immár dominánsan kék, fehér és sárga színekből álló festéssel készültek.
Utóbbiak közül az első két egység 2014. március 19-én került bemutatásra, és 2014. október 16-tól szállít utasokat. A járművek a Budapest–Veresegyház–Vác vasútvonalon kezdték meg üzemüket. 2015. szeptember 21-én állt forgalomba az utolsó szerelvény.

### Újabb 21 egység a MÁV-nál
2015. június 23-án a MÁV-START Zrt. bejelentette, hogy további 21 járművet – ebből 6-ot a KÖZOP, 15 járművet pedig IKOP költségvetésének terhére – a Stadler szállíthat. A magyarországi FLIRT 1 flotta létszáma a leszállításukat követően 133-ra nőtt a GYSEV-es szerelvényekkel együtt. E motorvonatok már a MÁV új festésével rendelkeznek, a 2014-től leszállított 42 új járművel teljesen azonos kinézettel. Az utolsó jármű a 2016. december 11-i menetrendváltással állt forgalomba.

### 10 egység FLIRT 3 a GYSEV-nél
2016-ban indult beszerzést követően a GYSEV 10 darab FLIRT 3 generációhoz tartozó regionális kivitelű vonatot vásárolt, amelyeket 2018-2019 folyamán állított üzembe. A beruházás értéke 21,7 milliárd forint volt, forrása 100%-ban az EU Kohéziós Alapjából származó támogatás.
A négyrészes, 77 méter hosszú vonatok 194 (plusz 14 lehajtható) másodosztályú ülőhellyel rendelkeznek, engedélyezett sebességük 160 km/óra, és a FLIRT 1 járművekkel szinkronüzemben közlekedésre alkalmasak.

### Egységesítés
2020-2023 között a MÁV-nál sor került az első 60 szerelvénynek a későbbi 63 példánnyal való egységesítésére: az eredetileg piros-fehér külső színtervet az ekkorra a társaság egységes arculatának alapjává váló kék-fehér-sárga színtervre cserélték, az utastér pedig megkapta a későbbi példányok valamelyest magasabb felszereltségét, többek között konnektorokat, utastájékozató monitorokat, korszerűbb biztonsági kamerákat. Ugyanebben az időszakban sor került az ETCS vonatbefolyásoló rendszer járműfedélzeti elemeinek telepítésére is a MÁV első 60 és a GYSEV első 4 szerelvényén.

### 11 intercity FLIRT a GYSEV-nél
Feltételes közbeszerzési eljárást és a forrás biztosítását követően 2024 őszén a GYSEV intercity kivitelű vonatokat rendelt, forgalomba állításuk 2027-2028 folyamán tervezett. A szerződés 9 darabos alapmennyiség mellett 4 darabos opciót tartalmazott, melyből a társaság 2 darabot hívott le. A beszerzés finanszírozása az Európai Beruházási Banktól (EIB) felvett hitelből történt.
A vonatok 32 első és 248 másodosztályú ülőhellyel, 2 kerekesszékes és 6 kerékpáros férőhellyel rendelkeznek. Igény esetén 24 másodosztályú ülőhely kiszerelésével további 12 kerékpáros férőhely alakítható ki. Az ötrészes, 106 méter hosszú járművek kétáramnemű kialakításúak (25 kV 50 Hz, 15 kV 16,7 Hz), engedélyezett sebességük 160 km/óra.

## Karbantartás és gyártás

### A pusztaszabolcsi műhely
A MÁV első 30 szerelvényre vonatkozó beszerzésének része volt a gyártó által végzendő teljes körű karbantartás és tisztítás 30 éves időtartamra, beleértve a feladathoz szükséges telephely létesítését is. A MÁV által e célra felajánlott két helyszínen a beszerzési eljárás során több szemlét tartottak, minden pályázó Pusztaszabolcsot választotta.
A Stadler a szerződés elnyerését követően 2006-ban megkezdte a bázis kialakítását. Ehhez megvásárolták a MÁV-tól a korábbi, használaton kívüli teherkocsi-javító műhely területét a pusztaszabolcsi vasútállomás mellett. Az 1960-as évekből származó csarnoképület jó állapotú szerkezetét megtartva, azt kibővítve és korszerűsítve egy négyvágányos, az új vonatok hosszúságához illeszkedő műhelyet hoztak létre. Benne egy mosóvágány, két aknás, daruval és csoportemelőkkel ellátott javítóvágány, és a padló alatti kerékesztergát kiszolgáló vágány kapott helyet, továbbá raktárak, irodák, szociális helyiségek. Az üzembe helyezés időpontja 2007 március vége volt, a vonatok sorozat-szállításának megkezdésével összhangban.
A MÁV második 30 vonatának teljes körű karbantartására és tisztítására kiírt önálló beszerzési eljárást szintén a Stadler nyerte 2009-ben, így mind a 60 egység kiszolgálása a pusztaszabolcsi telephely feladata lett. Továbbá 2014-től itt végzik a GYSEV motorvonatainak magasabb szintű karbantartását is. (A MÁV a további 63 vonatának karbantartását az Istvántelki főműhelyben végzi, a GYSEV pedig a szombathelyi járműjavítóban látja el az alacsonyabb szintű munkákat.)

### A szolnoki gyár
A Stadler 2009-ben nyitotta meg második magyarországi üzemét Szolnok déli iparterületén, ahol az indulástól a FLIRT típus kocsitesteinek gyártását végzik. A tevékenység az üres kocsitestek alkotóelemekből való összeállítására és fényezésére terjed ki, készre szerelésük a Stadler más üzemeiben (az idők folyamán Bussnang, Pankow, Siedlce) történik. Az első ütemben évente ~200 darabos kapacitású gyár a bővítések folytán a 2010-es évek közepére évi ~400, a 2020-as évekre évi ~700 kocsitestet gyártott. Utóbbi értékkel a Stadler globális termelésének ~40%-át adta.
2013-tól a szolnoki üzem profilja a FLIRT és más típusok forgóvázainak főjavításával és újonnan összeszerelésével bővült. Kezdetben a kapacitás évente ~300 forgóváz volt, amit 2019-ben évi ~800 darabra növeltek.

## Lásd még
- A Siemens Vectron magyarországi története